# Focinheira

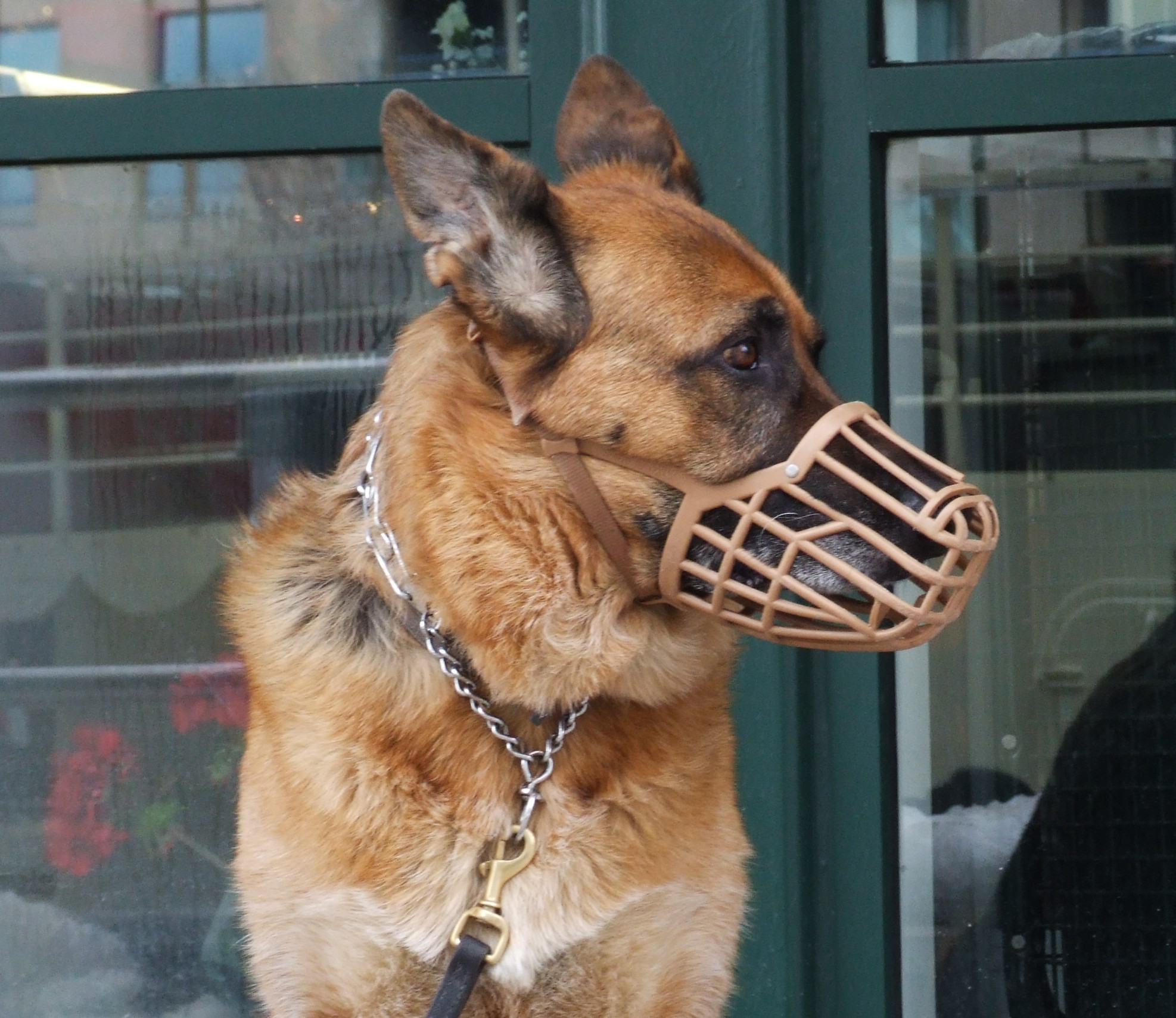
Um cão da raça pastor-alemão preso a uma focinheira.

Uma focinheira é um acessório que visa impedir que um animal, geralmente um cão de grande porte, morda alguma pessoa ou animal enquanto é tratado, treinado, ou quando realiza um passeio em local público.